# 河原林健一
河原林 健一（かわらばやし けんいち、1975年5月22日 - ）は、日本の数学者。
国立情報学研究所情報学プリンシプル研究系教授。
専門は離散数学、グラフ理論、理論計算機科学。
東京都出身。

## 学歴
- 1994年4月 慶應義塾大学入学
- 1998年3月 慶應義塾大学理工学部[3]卒業
- 2000年 慶應義塾大学大学院理工学研究科 修士課程修了
- 2001年 慶應義塾大学大学院理工学研究科 博士課程修了[3]

太田克弘教授の指導の下、ロヴァース・ウッドウォール予想を研究した

## 職歴
- 2001年4月-2002年8月 ヴァンダービルト大学 客員研究員[4]
- 2002年9月-2003年7月 博士研究員 プリンストン大学のポール・シーモア（英語版）教授の指導を受ける[4][5]
- 2003年8月 東北大学大学院情報科学研究科助手[5]
- 2006年4月 国立情報学研究所准教授[4][5]
- 2009年11月 同教授[4]

## 受賞歴
- 2001年度 建部賢弘賞[6]奨励賞
- 2008年 第22回日本IBM科学賞コンピューター・サイエンス[6]
- 2010年度 船井哲良特別賞[6]
- 2012年度 第9回日本学術振興会賞[6]理工系
- 2015年度 春季賞[6]
- 2021年 ファルカーソン賞[6]
- 2024年 フンボルト賞[7][6]